# Fremdenfeindliche Ausschreitungen in Heidenau
Koordinaten: 50° 58′ 39,4″ N, 13° 51′ 29,6″ O
Zu fremdenfeindlichen Ausschreitungen in Heidenau im Landkreis Sächsische Schweiz-Osterzgebirge (Freistaat Sachsen) kam es ab Freitag, dem 21. August 2015, als Heidenauer und zugereiste rechtsextreme Sympathisanten gegen eine neu eröffnete Flüchtlingsunterkunft demonstrierten und gewalttätig versuchten, deren Bezug zu verhindern. An den fremdenfeindlichen Protesten beteiligten sich über 1000 Personen. Zwei Abende in Folge kam es zu Angriffen von Rechtsextremisten auf die Polizei und die Unterkunft der Flüchtlinge. Dabei wurden mehrere Dutzend Polizeibeamte verletzt. In der Folge besuchten hochrangige Politiker, darunter Vizekanzler Sigmar Gabriel (SPD) und Bundeskanzlerin Angela Merkel (CDU), das Flüchtlingsheim, um ihre Solidarität mit Helfern und Bewohnern zu demonstrieren.

## Hintergrund
Am 21. August 2015 richtete die Landesdirektion Sachsen in einem ehemaligen Praktiker-Baumarkt in Heidenau, einer Stadt mit 16.000 Einwohnern, ein Notquartier für Asylbewerber ein. Darin sollen auf knapp 6000 Quadratmetern zunächst 250 Personen und nach Umbauten bis zu 600 untergebracht werden.
Stimmung gegen die Flüchtlingsunterkunft machte maßgeblich die rechtsextreme NPD. Die Proteste wurden im Wesentlichen über eine Facebook-Gruppe organisiert, bei der das NPD-Logo zu sehen ist. Die NPD stellt seit Frühjahr 2014 einen Stadtrat und ist im Kreistag des Landkreises Sächsische Schweiz-Osterzgebirge mit fünf Abgeordneten vertreten.
Im April 2015 wurde in Heidenau eine NPD-Ortsgruppe gegründet. Zu ihr gehört auch der Heidenauer NPD-Stadtrat Rico Rentzsch, der eine Initiative „Nein zum Heim“ gründete und wiederholt zum „Widerstand“ aufrief.
Bereits im Juni und Juli 2015 hatten fremdenfeindliche Proteste in Freital und Dresden bundesweite Aufmerksamkeit erregt. In deren Verlauf war es ebenfalls zu teilweise organisierten Angriffen von Neonazis auf Flüchtlinge, deren Unterkünfte und eingesetzte Polizeibeamte gekommen. Beide Städte sind nur wenige Kilometer von Heidenau entfernt.

## Verlauf

### 21. August 2015
Bis 18 Uhr formierte sich in Heidenau auf dem Platz der Freiheit eine von der NPD angemeldete Versammlung gegen die bevorstehende Nutzung eines leerstehenden Gewerbebaus an der Hauptstraße – einem ehemaligen Baumarkt der 2013 infolge Insolvenz aufgelösten Praktiker-Baumarktkette – als Außenstelle der Erstaufnahmeeinrichtung Chemnitz. An dem folgenden Demonstrationsmarsch, der über die Von-Stephan-Straße, die Käthe-Kollwitz-Straße, die Ringstraße, die Haeckelstraße, die Ernst-Thälmann-Straße sowie die Bahnhofstraße führte, nahmen rund 1000 Personen teil. Bei dem Protestzug wurden ausländerfeindliche Transparente und rechtsextreme Symbolik wie die Flagge des Deutschen Reiches gezeigt. Vor dem Privathaus des Bürgermeisters Jürgen Opitz (CDU) in der Ringstraße beschimpften die Demonstranten diesen als „Volksverräter“. Am Platz der Freiheit löste sich der Protestzug gegen 19:15 Uhr auf.
Im Anschluss versuchten rund 30 Personen – wie zuvor öffentlich angekündigt – die Staatsstraße 172 zu blockieren. Dies wurde von den eingesetzten Polizeibeamten verhindert. Im weiteren Verlauf sammelten sich bis zu 600 Personen vor der geplanten Erstaufnahmeeinrichtung. Aus der Menschenmenge heraus wurden Polizeibeamte mit Steinen, Flaschen und Feuerwerkskörpern beworfen. Zudem kam es zu Sachbeschädigungen. Weiterhin gab es wiederholte Blockadeversuche, auch unter Zuhilfenahme von Baustelleneinrichtungen, die jedoch von der Polizei unterbunden wurden. Die Beamten sperrten die S 172 zwischen Güterbahnhofstraße und August-Bebel-Straße und setzten Pfefferspray und Tränengas ein. Bei den wiederholten Angriffen um ca. 22:30 Uhr mit Knallkörpern, Steinen und Flaschen wurden 31 Polizeibeamte verletzt, einer von ihnen schwer.
Gegen 00:40 Uhr traf schließlich mit mehreren Stunden Verspätung der erste Bus mit Flüchtlingen ein. Die Busse mit den anreisenden Asylsuchenden wurden unter Polizeischutz auf das Gelände der geplanten Erstaufnahmeeinrichtung geleitet. Von den geplanten 250 Personen konnten zunächst nur 93 Flüchtlinge die Unterkunft bis Samstagvormittag beziehen.

### 22. August 2015
Am 22. August beteiligten sich gegen 22:00 Uhr rund 250 Personen an einer Kundgebung gegen Rassismus vor der Erstaufnahmeeinrichtung, in der mittlerweile 250 Flüchtlinge untergebracht waren. Gleichzeitig versammelten sich etwa 150 Neonazis, aus deren Reihen es um 22:45 Uhr zu einem organisierten Angriff auf die eingesetzten Polizeibeamten kam. Die Einsatzkräfte wurden anhaltend massiv mit Steinen, Flaschen, Feuerwerkskörpern sowie Baustellenmaterialien beworfen. Unter anderem durch den Einsatz von Pfefferspray gelang es der Polizei, einen offensichtlich geplanten Durchbruch der Neonazis zur Gegenkundgebung zu verhindern. Zwei Beamte erlitten bei den Auseinandersetzungen Verletzungen. Insgesamt waren 170 Polizisten im Einsatz. Die Polizei ermittelt unter anderem wegen Landfriedensbruchs. Eine Person wurde nach Angaben der Polizei Sachsen festgenommen, es wurden 65 Platzverweise ausgesprochen und die Identität von 23 Personen festgestellt.

### 23. August 2015
Nach den zwei Nächten in Folge mit rechtsextremen fremdenfeindlichen Krawallen richtete die Polizei am 23. August 2015 eine Sicherheitszone ein. Sachsens Innenminister Markus Ulbig (CDU) kam am selben Tag nach Heidenau. Ihm zufolge hat die Polizei nun wesentlich mehr Befugnisse: die Beamten können in einem großen Bereich Personenkontrollen durchführen. Innerhalb des Kontrollbereichs dürfen auch Fahrzeuge und Gepäck durchsucht werden. Zwei Wasserwerfer der Polizei Sachsen wurden aufgefahren. Auch mit ihnen sollten mögliche rechtsextreme Randalierer frühzeitig gestoppt werden. Beamte der Sächsischen Bereitschaftspolizei (11. bis 13. BPH Dresden) unterstützten die Polizei Dresden.
In der Nacht zum 24. August 2015 demonstrierten etwa 250 Personen ihre Solidarität mit den Flüchtlingen und schlossen sich mit etwa 150 früher angereisten Personen in unmittelbarer Nähe der Unterkunft zusammen. Auf dem Rückweg zum Bahnhof wurde aus dieser Demonstrantenmenge eine Gruppe von Menschen angegriffen, die die Demonstranten nach Einschätzung von Beobachtern dem rechten Spektrum zugeordnet hatten. Die Polizei setzte Reizgas und Schlagstöcke ein und trennte die beiden Gruppen. Mehrere Menschen wurden dabei verletzt.

### Angriff auf Asylbewerber im September 2015
Am 26. September 2015 kam es in der Ernst-Thälmann-Straße erneut zu Angriffen auf vier pakistanische Asylbewerber von einer Gruppe deutscher und russischstämmiger Jugendlicher. Ein 24-jähriger und ein 33-jähriger Asylsuchender wurden verletzt.

## Auswirkungen auf Politik und Gesellschaft

### Versammlungsverbot und Aufhebung durch das Bundesverfassungsgericht
Das Landratsamt des Landkreises Sächsische Schweiz-Osterzgebirge verbot durch Verfügung vom 27. August 2015 für das bevorstehende Wochenende von Freitagnachmittag, 14:00 Uhr bis zum frühen Montagmorgen, 06:00 Uhr alle öffentlichen Versammlungen und Aufzüge unter freiem Himmel im gesamten Stadtgebiet von Heidenau. Das Versammlungsverbot wurde mit dem Vorliegen eines polizeilichen Notstandes begründet. Die zur Verfügung stehenden Polizeikräfte seien nicht in der Lage, „der prognostizierten Lageentwicklung gerecht zu werden.“
Untersagt wurde dadurch sowohl eine für Samstag angemeldete rechtsextreme Kundgebung als auch ein für Freitagabend geplantes Willkommensfest. Bernd Riexinger (Linke), Sigmar Gabriel (SPD) und andere Politiker der Landes- und Bundesebene kritisierten das Versammlungsverbot scharf. Cem Özdemir (Grüne) rief dazu auf, trotzdem am Freitagabend nach Heidenau zu kommen.
Am 28. August 2015 hob das Verwaltungsgericht Dresden das erlassene Versammlungsverbot auf und gab damit dem Eilantrag eines klagenden Jurastudenten statt, der das indirekte Verbot des Willkommensfestes als Beschneidung des Grundrechts auf Meinungsfreiheit interpretierte. Nach einer daraufhin vom Landratsamt eingelegten Beschwerde, wurde vom Sächsischen Oberverwaltungsgericht in Bautzen am selben Tag das Versammlungsverbot wieder in Kraft gesetzt, jedoch das Willkommensfest davon ausgeschlossen. Damit mussten alle weiteren Demonstrationen in Heidenau für das Wochenende abgesagt werden.
Am Freitagabend des 28. August 2015 versammelten sich trotz Demonstrationsverbot ca. 100 rechtsgerichtete Demonstranten, die von Polizeibeamten eingekesselt wurden. Nach Informationen eines Sprechers der Polizeidirektion Dresden wurden die Personalien der Anwesenden sowie Fotos aufgenommen und sie erhielten einen Platzverweis. Widerstand soll es nach Meinung anwesender Reporter nicht gegeben haben.
Am Samstag, den 29. August 2015 hob das Bundesverfassungsgericht in Karlsruhe das Versammlungsverbot komplett auf und bezeichnete es als rechtswidrig. Vorher hatte das Verbot bundesweit für Empörung gesorgt. Auch die Gewerkschaft der Polizei (GdP) kritisierte es als „Schlag ins Gesicht“ und „Offenbarungseid für den Rechtsstaat“.

### Demonstrationen und Veranstaltungen gegen Fremdenfeindlichkeit
In Köln demonstrierten am 24. August etwa 500 Menschen in Bezugnahme auf die Vorfälle in Heidenau unter dem Motto „Solidarität mit allen Geflüchteten“. Am 27. August versammelten sich 1000 Menschen in Berlin als Reaktion auf die Ereignisse in Heidenau sowie die Brandanschläge in den letzten Wochen auf Flüchtlingsheime. Das Bündnis Dresden Nazifrei organisierte am Freitagnachmittag des 28. August ein Willkommensfest in unmittelbarer Nähe der Flüchtlingsunterkunft in Heidenau und am Samstag, dem 29. August eine Demonstration in Dresden unter dem Motto „Heute die Pogrome von morgen verhindern! Schutz für Geflüchtete statt Verständnis für Rassist_innen.“, an der rund 5000 Personen teilnahmen.

### Facebook als Medium für Fremdenfeindlichkeit
Unter Bezugnahme auf die fremdenfeindlichen Angriffe forderte Bundesjustizminister Heiko Maas (SPD) in einem Brief das US-amerikanische Unternehmen Facebook Inc. (Heute: Meta Platforms) dazu auf, schärfer gegen fremdenfeindliche Einträge im gleichnamigen sozialen Netzwerk Facebook vorzugehen. Er kritisierte im Besonderen, dass diese trotz entsprechender Hinweise von Nutzern nicht gelöscht würden. Facebook reagierte auf das entsprechende Schreiben von Maas und stellte klar, dass „Facebook kein Ort für Rassismus“ sei. Zudem erklärte das Unternehmen sich zu einem Informationsaustausch mit dem Bundesjustizministerium bereit.
Anfang September 2015 wurde ein Wachmann, der für die Sicherheit des Flüchtlingsheims mitverantwortlich war, von dem Objekt abgezogen, nachdem eine Antifa-Gruppierung öffentlich gemacht hatte, dass sich der Dresdner auf Facebook zur NPD und zu einer Hooligan-Gruppierung bekannt hatte.
Am 14. September 2015 fand ein Treffen von Bundesjustizminister Heiko Maas mit der Europa-Vertretung von Facebook statt, bei dem es um die Hasskriminalität im Internet ging. Maas forderte erneut von Facebook die Löschung von rassistischen und fremdenfeindlichen Einträgen in dessen Netzwerk. Das Unternehmen erklärte sich jedoch nur zur Einrichtung eines Arbeitskreises bereit, der bis Ende 2015 Kriterien für den Umgang mit Hasskommentaren entwickeln soll. Außerdem sagte Facebook zu, die Zusammenarbeit mit nichtstaatlichen Internet-Beschwerdestellen in Deutschland zu verbessern sowie solche Institutionen finanziell zu unterstützen.

## Reaktionen
Jürgen Opitz (CDU), Bürgermeister von Heidenau, veröffentlichte nach den Ausschreitungen vom 21. August 2015 ein Statement, in dem er die Gewalt verurteilte und sich für Solidarität mit den Asylsuchenden in seiner Gemeinde aussprach. Nach den Ausschreitungen zeigte sich Opitz besorgt um den Ruf der Stadt: Momentan bestimmten „schreckliche Bilder“ die Nachrichten aus Heidenau. „Der Ruf unserer Stadt als familienfreundliche Gemeinde ist erheblich beschädigt“, sagte er. Heidenau werde nicht von Nazis beherrscht.
Der Kreisrat Jürgen Kasek (Grüne) sah in der Entwicklung „eine Katastrophe mit Ansage. Denn am Montag ist bekannt geworden, auch dem Bürgermeister vor Ort, dass dort eine Erstunterkunft eingerichtet wird. Wir haben ein ähnliches Erlebnis wie in Dresden oder in Freital, dass mit relativ wenig Vorwarnung die Situation eintritt, dass viel zu wenige Beamten vor Ort sind.“ Er kritisierte, dass Hinweise aus den sozialen Netzwerken auf die rechtsextremen Blockaden im Vorfeld nicht ernst genommen worden seien. Kasek befürchtet, dass es auch in Zukunft ähnliche Vorfälle geben wird.
Der Polizeipräsident Dresdens, Dieter Kroll, kündigte im Mitteldeutschen Rundfunk (MDR) eine Strafverfolgung der Gewalttäter an: „Wir wissen ziemlich genau, dass der Angriff uns galt. Wir wissen, wer uns gegenüber gestanden hat.“ Bei den Krawallen in der Nacht zum Sonntag zeichnete einer der rechtsextremen Angreifer ein Video mit Steinwürfen und Angriffen auf einzelne Polizisten auf, das er zunächst ins Internet stellte, später aber wieder löschte. Das Video wurde von verschiedenen Personen gesichert, unter anderem vom Landtagsabgeordneten Henning Homann (SPD), der Strafanzeige gegen Unbekannt erstattete. „Wenn offenbar Rechtsextreme sich im Internet mit selbstgedrehten Videos für ihre Straftaten rühmen, ist das erschreckend. Wenn sie damit ungewollt die Ermittlungsarbeiten der Polizei unterstützen könnten, sollten wir diese Chance wahrnehmen“, sagte Homann.
Bundeskanzlerin Angela Merkel und die Bundesregierung haben sich über den Regierungssprecher Steffen Seibert in Berlin ebenfalls zu den Ausschreitungen geäußert und sie als „abstoßend“ und „beschämend“ bezeichnet. In einer gemeinsamen Pressekonferenz mit dem französischen Staatspräsidenten François Hollande in Berlin verurteilte Merkel die Ausschreitungen erneut als „inakzeptabel“. Auch Hollande zeigte sich bestürzt über die Vorkommnisse und erklärte, die Anschläge auf die Flüchtlingsheime in Deutschland hätten ihn „aufgerüttelt“.
Am 24. August 2015 besuchte Vizekanzler Sigmar Gabriel (SPD) die Flüchtlingsunterkunft und sprach mit Flüchtlingen, besorgten Bürgern sowie Politikern. Dabei forderte er auch ein entschlosseneres Vorgehen gegen Rechtsextreme mit dem Wortlaut „Keinen Millimeter diesem rechtsradikalen Mob“. Er bezeichnete die randalierenden Straftäter dabei als „Pack“. Als Resultat war die SPD-Bundeszentrale in Berlin-Kreuzberg am 25. August Ziel einer Bombendrohung, zahlreicher rassistischer E-Mails und Anrufe. Mitarbeiter der Partei wurden beschimpft, beleidigt und bedroht.
Bei einem ökumenischen Gottesdienst in der Christuskirche in Heidenau kamen 200 Gläubige zu einem „Gebet für unsere Stadt“ zusammen.
Bundesinnenminister Thomas de Maizière (CDU) kündigte nach den Ausschreitungen in Heidenau an, dass die rechtsextremen Gewalttäter die „gesamte Härte des Rechtsstaates“ zu spüren bekämen. „Wir haben eine gewaltige Welle von Hilfsbereitschaft, aber zugleich einen Anstieg von Hass, Beleidigungen und Gewalt gegen Asylbewerber. Das ist für unser Land unwürdig und unanständig“, äußerte de Maizière.
Als Reaktion auf die Ausschreitungen blockierten am Abend des 24. August 150 Personen die Zugänge einer Notunterkunft für Flüchtlinge in Leipzig und verhinderten so die gegen ihren Willen geplante Verlegung von 51 Bewohnern der Unterkunft nach Heidenau.
Am 26. August 2015 besuchte Angela Merkel in Begleitung des sächsischen Ministerpräsidenten Stanislaw Tillich (CDU) und des Bürgermeisters von Heidenau, Jürgen Opitz (CDU), die Asylunterkunft, um mit Flüchtlingen sowie den Einsatz- und ehrenamtlichen Hilfskräften des Ortes zu sprechen. Merkel verurteilte die gewalttätigen Ausschreitungen Rechtsgerichteter mit der Äußerung „Es gibt keine Toleranz gegenüber denen, die die Würde Anderer in Frage stellen.“ Flüchtlingsgegner versuchten ihren Besuch durch Buhrufe, laute Pfiffe sowie hupende Autos zu stören, beleidigten Merkel als „Volksverräterin“ und riefen „Dem deutschen Volke“ und „Wir sind das Pack“. Infolgedessen ermittelt die Dresdner Polizei wegen Beleidigung von Verfassungsorganen auf Basis eines Videos bei YouTube gegen eine Demonstrantin, die Merkel während ihres Besuchs in Heidenau und in Anwesenheit von Sicherheitskräften der Polizei als „blöde Schlampe“, „Hure“ und „Fotze“ beleidigt hatte.

## Juristische Konsequenzen
Politiker und Behördenvertreter kündigten eine konsequente Strafverfolgung der Gewalttäter an.
Der Generalbundesanwalt beim Bundesgerichtshof in Karlsruhe – die Staatsanwaltschaft des Bundes bzw. Deutschlands oberste Strafverfolgungsbehörde – leitete einen „Prüfvorgang“ zur Klärung der Zuständigkeit der Behörde im Fall der Ausschreitungen von Heidenau und weiteren ähnlichen Fällen ein, um die Ermittlungen zur Strafverfolgung der Gewalttäter aufzunehmen.
Auf eine Anfrage des Abgeordneten André Schollbach des sächsischen Landtags hin, teilte das Innenministerium in Sachsen mit, dass 46 Ermittlungsverfahren zu dem Geschehen am 21. und 22. August in Heidenau aufgenommen wurden.
Mehr als drei Monate nach den fremdenfeindlichen Ausschreitungen in Heidenau hatte die Polizei Sachsen insgesamt 48 Tatverdächtige ermittelt. Ihnen wurden insgesamt 55 Straftaten vorgeworfen; neben Volksverhetzung und Landfriedensbruch finden sich darunter auch die Verwendung von Kennzeichen verfassungswidriger Organisationen, Beleidigung, gefährliche Körperverletzung sowie Verstöße gegen das Sprengstoff- und Versammlungsgesetz. 25 Verfahren mit 20 Beschuldigten gab die Polizei an die Dresdner Staatsanwaltschaft ab.
Im Februar 2016 wurde ein beteiligter Demonstrant zu einer Geldstrafe verurteilt, weil er am Tag nach den Krawallen Polizisten beleidigt hatte. Drei zum Tatzeitpunkt 20, 26 und 32 Jahre alten Männer wurden im November 2016 wegen des Werfens von Steinen, Flaschen, Böllern und einer Baustellenabsperrung in Richtung von Polizisten zu Haftstrafen von über zwei Jahren bis zu einem Jahr und zwei Monaten auf Bewährung verurteilt.

## Nachwirkungen

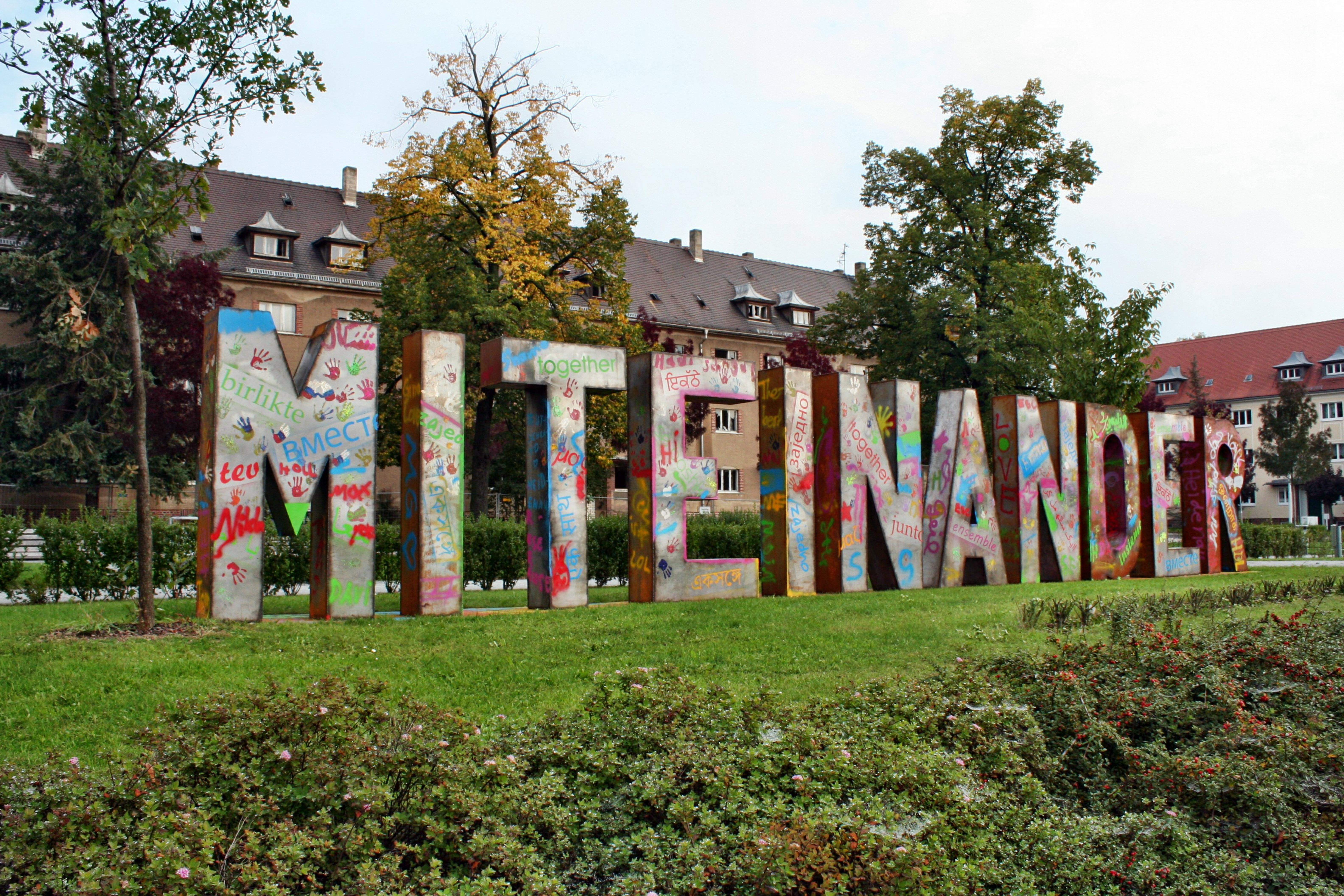
Ursprüngliche „Miteinander“-Skulptur von Hüseyin Arda in Heidenau vor dem Farbangriff darauf.

In der Stadtmitte wurde 2015 eine Skulptur des deutsch-türkischen Metallkünstlers Hüseyin Arda aufgestellt. In großen Lettern schrieb er das Wort „Miteinander“. In der Nacht vom 5. auf den 6. Februar 2016 wurde die Skulptur von Unbekannten in den Farben des Deutschen Reichs (schwarz-weiß-rot) komplett übermalt.